# Rumo ao Infinito
"Rumo ao Infinito" é o primeiro single da cantora e compositora brasileira Maria Rita, extraído do álbum Coração a Batucar, a canção é de composição de Arlindo Cruz, Marcelinho Moreira e Fred Camacho.
A canção entrou para a trilha sonora da telenovela Alto Astral da Rede Globo.

## Videoclipe
A canção ganhou um Lyric Video que estreou na Vevo no dia 1 de Abril de 2014, o vídeo mostra cenas dos bastidores das gravações do álbum, o segundo de sua carreira todo dedicado ao samba.

## Lista de faixas
| Download digital |                    |         |  |
| N.º              | Título             | Duração |  |
| 1.               | "Rumo ao Infinito" | 4:32    |  |